# Santuario della Madonna dell'Ambro
Il santuario della Madonna dell'Ambro è un edificio religioso di culto mariano, situato nel comune di Montefortino, sui Monti Sibillini. È il secondo santuario più importante delle Marche, preceduto solo da quello di Loreto.

## Posizione
Il santuario sorge lungo il corso del torrente Ambro, a un'altitudine di 683 m.s.l.m., dominato dalle alte pareti rocciose dei Monti Sibillini: in direzione nord si innalzano gli scogli di Balzo Rosso (M.Amandola-Castel Manardo), mentre a sud svetta il picco di Monte Pizzo (M.Priora), sul quale è posta una grossa croce chiaramente distinguibile dal santuario.
Il santuario viene anche chiamato "la piccola Lourdes dei Sibillini", per via della analogie con il più noto santuario della Francia: entrambi collocati tra i monti (Sibillini e Pirenei), nelle vicinanze di un fiume (l'Ambro e il Gave de Pau) ed entrambi, secondo la tradizione, luogo di un'apparizione mariana a una bambina.

## Storia
La chiesa, di antica fondazione (XI secolo), fu edificata secondo la tradizione orale in seguito d'una apparizione mariana a una pastorella muta, che dopo di ciò avrebbe riacquistato la parola. L'episodio dell'apparizione è ricordato in una lapide posto dietro l'altare della Madonna con le seguenti parole:
(Dalla lapide posta dietro l'altare)
Le prime notizie della chiesa di Santa Maria in Amaro risalgono al 1073, quando alcuni feudatari del posto (presumibilmente legati ai signori Mainardi) donarono ai frati alcuni beni. Tuttavia non è da escludere la preesistente presenza di un culto pagano lungo il corso dell'Ambro. 
Il terremoto del Centro Italia del 2016 ha causato danni e la chiesa è stata dichiarata inagibile; parte del soffitto ha perso l'intonaco e la volta è stata puntellata,dopo i lavori di ristrutturazione è stata riaperta al culto il 25 dicembre 2018.

## Arte
Nella cappella dell'Apparizione, dietro l'altare maggiore, è custodita una statua in pietra policroma di scuola umbro-marchigiana del XV secolo. Fu completamente rinnovata nel XVII secolo.
Nei primi decenni del XVII secolo il pittore Martino Bonfini eseguì nei primissimi anni del Seicento nella cappella dell'Apparizione affreschi rappresentanti Storie delle Vergine e le profezie bibliche e pagane legate alla sua figura della Madonna, con la particolarità della presenza di numerose Sibille.